# Andrea Burk
Pour les articles homonymes, voir Burk (homonymie).

a Compétitions nationales et continentales officielles uniquement.

b Matchs officiels uniquement.
Dernière mise à jour le 16 août 2014.
Andrea Burk, née le 7 avril 1982, est une joueuse canadienne de rugby à XV, occupant le poste de centre en équipe du Canada de rugby à XV féminin et en équipe nationale de rugby à sept.
Elle a obtenu un baccalauréat en Kinésiologie avec spécialisation en promotion du bien-être et d'éducation expérientielle de l'Université Acadie. Elle a ensuite complété sa formation par un Masters en management et développement à l'Université Royal Roads en 2014.
Elle joue deux saisons en rugby universitaire avec Acadie 32-ans, remportant le titre de meilleure joueuse universitaire atlantique en 2004 et 2005.
Elle joue sa première sélection en équipe nationale du Canada de rugby à XV en 2009 en France. Elle débute également en sélection nationale en rugby à sept en 2009.
Pour récolter des fonds, elle pose dans un nu artistique dans un calendrier; l'objectif est d'amasser 100000 dollars canadiens, en vendant 5000 calendriers à 20 dollars l'unité,.
Elle dispute la Coupe du monde de rugby à sept 2013, elle parvient en finale s'inclinant contre la Nouvelle-Zélande.
Elle dispute la Coupe des Nations, en août 2013, au Colorado, avec le Canada en rugby à XV.
Elle fait partie du groupe qui dispute la Coupe du monde féminine de rugby à XV 2014 après une tournée dans l'hémisphère Sud (victoire 22-0 face aux Australiennes, deux revers face à la Nouvelle-Zélande 16-8 et 33-21). Elle dispute les trois matchs de poule, les trois comme titulaire du poste de centre. Elle marque un essai et une transformation contre les Samoa. Le Canada se qualifie pour les demi-finales après deux victoires et un match nul concédé contre l'Angleterre 13-13 en poule.
Le Canada se qualifie pour la finale après avoir battu la France 18-16. C'est la première fois que le Canada parvient à ce stade de la compétition et c'est seulement la quatrième nation à réaliser cette performance.

## Palmarès
(au 02.08.2014)
- sélections en Équipe du Canada de rugby à XV féminin
- participation à la Coupe du monde féminine de rugby à XV 2014
- finaliste de la Coupe du monde de rugby à sept 2013